# Sant'Agata Fossili
Sant'Agata Fossili es una localidad y comune italiana de la provincia de Alessandria, región de Piamonte, con 433 habitantes.

## Evolución demográfica
| Gráfica de evolución demográfica de Sant'Agata Fossili entre 1861 y 2001 |
|                                                                          |
| Fuente ISTAT - elaboración gráfica de Wikipedia                          |